# Hrabstwo Wayne (Georgia)

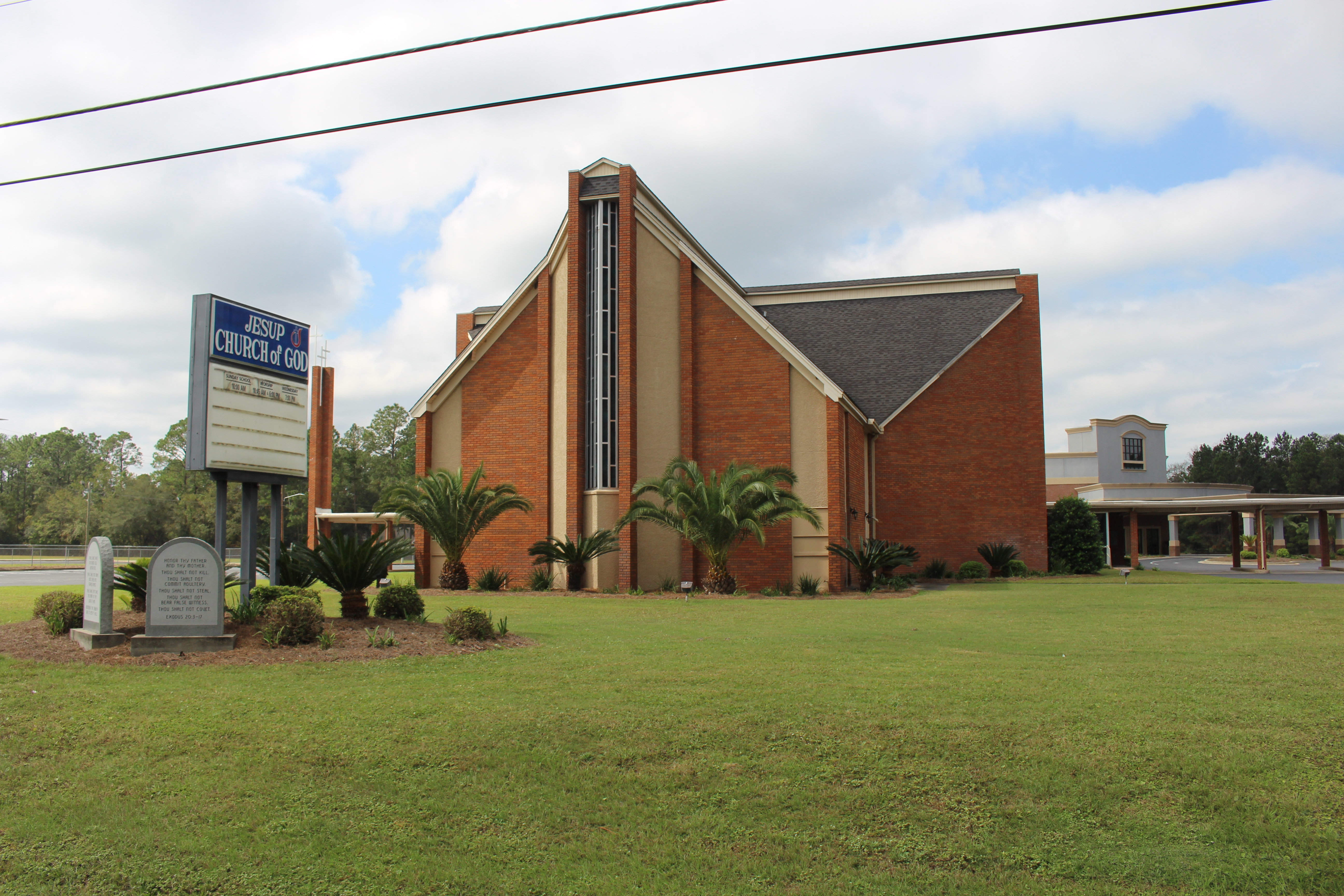
Budynek Kościoła Bożego w Jesup

Hrabstwo Wayne (ang. Wayne County) – hrabstwo w stanie Georgia w Stanach Zjednoczonych. Jego siedzibą administracyjną jest miasto Jesup.
Powstało w 1803 roku. Jego nazwa powstała od nazwiska Anthony’ego Wayne’a (1745–1796); znanego jako „Mad Anthony”, bohatera rewolucji amerykańskiej, kongresmena Stanów Zjednoczonych i wojny z Indianami.

## Geografia
Według spisu z 2000 obszar całkowity hrabstwa obejmuje powierzchnię 1680 km², z czego 1670 km² stanowią lądy, a 10 km² stanowią wody. Według spisu w 2020 roku liczy 30,1 tys. mieszkańców, w tym 70,8% to osoby białe nielatynoskie, 20,2% Afroamerykanie lub czarnoskórzy i 6,7% to Latynosi.

### Sąsiednie hrabstwa
- Hrabstwo Tattnall (północ)
- Hrabstwo Long (północny wschód)
- Hrabstwo McIntosh (wschód)
- Hrabstwo Glynn (południowy wschód)
- Hrabstwo Brantley (południe)
- Hrabstwo Pierce (południowy zachód)
- Hrabstwo Appling (północny zachód)

### Miejscowości
- Jesup
- Screven
- Odum

## Religia
W 2020 roku większość mieszkańców jest ewangelikalnymi protestantami. Odsetek zielonoświątkowców należy do najwyższych w kraju. Dwie największe denominacje, to: Południowa Konwencja Baptystów (31,2%) i Kościół Boży (13,4%). Największe nieprotestanckie grupy wyznaniowe stanowili: mormoni (1,2%), katolicy (1%), buddyści (1%) i świadkowie Jehowy (0,9%).

## Polityka
Hrabstwo jest bardzo silnie republikańskie, gdzie w wyborach prezydenckich w 2020 roku, 78,1% głosów otrzymał Donald Trump i 21% przypadło dla Joe Bidena.